# Nadia Tuéni

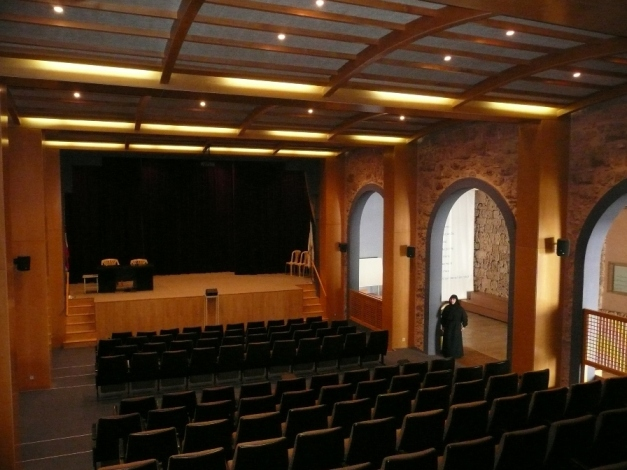
Un amphithéâtre de l'école Zahrat El-Ihsan à Achrafieh (Beyrouth) porte son nom.

Nadia Tuéni est une poétesse libanaise d'expression française, née à Baakline au Liban le 8 juillet 1935 et morte à Beyrouth le 20 juin 1983.

## Biographie
Fille d'un diplomate et écrivain de religion druze, Mohammed Ali Hamadé, et d'une mère française, Marguerite Malaquin, elle était bilingue et se réclamait des deux cultures. Elle alla à l'école primaire à Beyrouth; puis fit ses études secondaires à Athènes. Elle se destina d'abord au barreau et s'inscrivit à la faculté de droit de l'université Saint-Joseph de Beyrouth, mais interrompit ses études quand elle épousa, en 1954, Ghassan Tuéni, journaliste et député de Beyrouth, qui fut plus tard ambassadeur du Liban à l'ONU de 1977 à 1982.
Ils eurent ensemble deux garçons et une fille : Gébrane, journaliste qui fut assassiné le 12 décembre 2005 à Beyrouth ; Makram, disparu dans un accident automobile ; et Nayla, dont la mort à l'âge de sept ans d’un cancer affecta profondément Nadia Tuéni et l'amena à la composition de son premier recueil, Les Textes blonds, paru en 1963. En 1965, Nadia Tuéni est atteinte elle aussi d'un cancer. En 1967, elle devient rédactrice littéraire au journal libanais de langue française, Le Jour, et collabore à diverses publications arabes et françaises.
Elle obtient le prix Archon-Despérouses de l'Académie française en 1973.
Elle reçoit l'Ordre de la Pléiade "Ordre de la francophonie et du dialogue" en 1978.
Elle décède du cancer en 1983.

## Œuvres
- Les Textes blonds, 1963
- L'Âge d'écume, 1965
- Juin et les Mécréantes, Seghers, 1968
- Poèmes pour une histoire, 1972, Seghers
- Le Rêveur de Terre, 1975, Seghers
- Liban : vingt poèmes pour un amour, 1979, Beyrouth
- Archives sentimentales d'une guerre au Liban, 1982, Beyrouth
- La Terre arrêtée, recueil posthume, 1984, Belfond.
- De ma fenêtre sans maison, Le Chêne, 1996
- Jardinier de ma mémoire : anthologie, Flammarion, 1998
- Nadia Tueni, Les œuvres poétiques complètes, Éditions Dar An-Nahar, 1986 (inclus un inédit, Le Premier rêveur de terre)
- Nadia Tueni, La prose, Éditions Dar An-Nahar, 1986